# Hermann Westerhaus
Hermann Westerhaus (Lettonia, 1900 – 1973) è stato un ginnasta e docente tedesco.
Noto per i suoi contributi alla ginnastica e alla formazione degli insegnanti di educazione fisica nel periodo tra le due guerre mondiali e nel dopoguerra.

## Biografia
Nato nel 1900 in Lettonia, Hermann Westerhaus si trasferì in Germania, dove intraprese una carriera nel campo della ginnastica. Si distinse come atleta versatile, vincendo il campionato tedesco di decathlon nel 1924, competendo per il Berliner Sport-Club. 
Dopo aver studiato alla Deutsche Hochschule für Leibesübungen (Istituto Superiore di Educazione Fisica) di Berlino, ottenne il diploma di insegnante di educazione fisica nel 1925.

## Carriera accademica
Fino al 1930, Westerhaus fu docente presso la Deutsche Hochschule für Leibesübungen. Successivamente, divenne istruttore di sport per l'esercito tedesco a Wünsdorf. Nonostante il periodo storico, non risultano sue affiliazioni al partito nazista. 
Nel periodo precedente le Olimpiadi estive del 1936, fece parte del gruppo di allenatori olimpici, contribuendo alla preparazione degli atleti tedeschi per le competizioni di Berlino. 
Dopo la Seconda Guerra Mondiale, Westerhaus lavorò come insegnante di scuola elementare nella zona di occupazione sovietica. Nel 1947, fu nominato professore di educazione fisica presso l'Adolf-Reichwein-Hochschule di Celle. Successivamente, continuò la sua carriera accademica presso la Pädagogische Hochschule di Osnabrück, dove rimase fino alla pensione.

## Contributi alla scienza dello sport
Nel dopoguerra, Westerhaus divenne presidente della sezione tedesca degli educatori fisici. Nel 1958, organizzò il primo congresso del Comitato degli Educatori Fisici Tedeschi (ADL) a Osnabrück, con una conferenza inaugurale tenuta da Carl Diem.